# Alice no País das Maravilhas
As Aventuras de Alice no País das Maravilhas, frequentemente abreviado para Alice no País das Maravilhas (Alice in Wonderland) é a obra infantil mais conhecida de Charles Lutwidge Dodgson, publicada a 4 de julho de 1865 sob o pseudônimo de Lewis Carroll. É uma das obras mais célebres do gênero literário nonsense.
O livro conta a história de uma menina chamada Alice que cai numa toca de coelho que a transporta para um lugar fantástico povoado por criaturas peculiares e antropomórficas, revelando uma lógica do absurdo, característica dos sonhos. Este está repleto de alusões satíricas dirigidas tanto aos amigos como aos inimigos de Carroll, de paródias a poemas populares infantis ingleses ensinados no século XIX e também de referências linguísticas e matemáticas frequentemente através de enigmas que contribuíram para a sua popularidade. É assim uma obra de difícil interpretação pois contém dois livros num só texto: um para crianças e outro para adultos.
Este livro possui uma continuação Alice do Outro Lado do Espelho, e ambos influenciam ainda diversas obras como The League of Extraordinary Gentlemen, de Alan Moore e Sandman, de Neil Gaiman.

## Origem

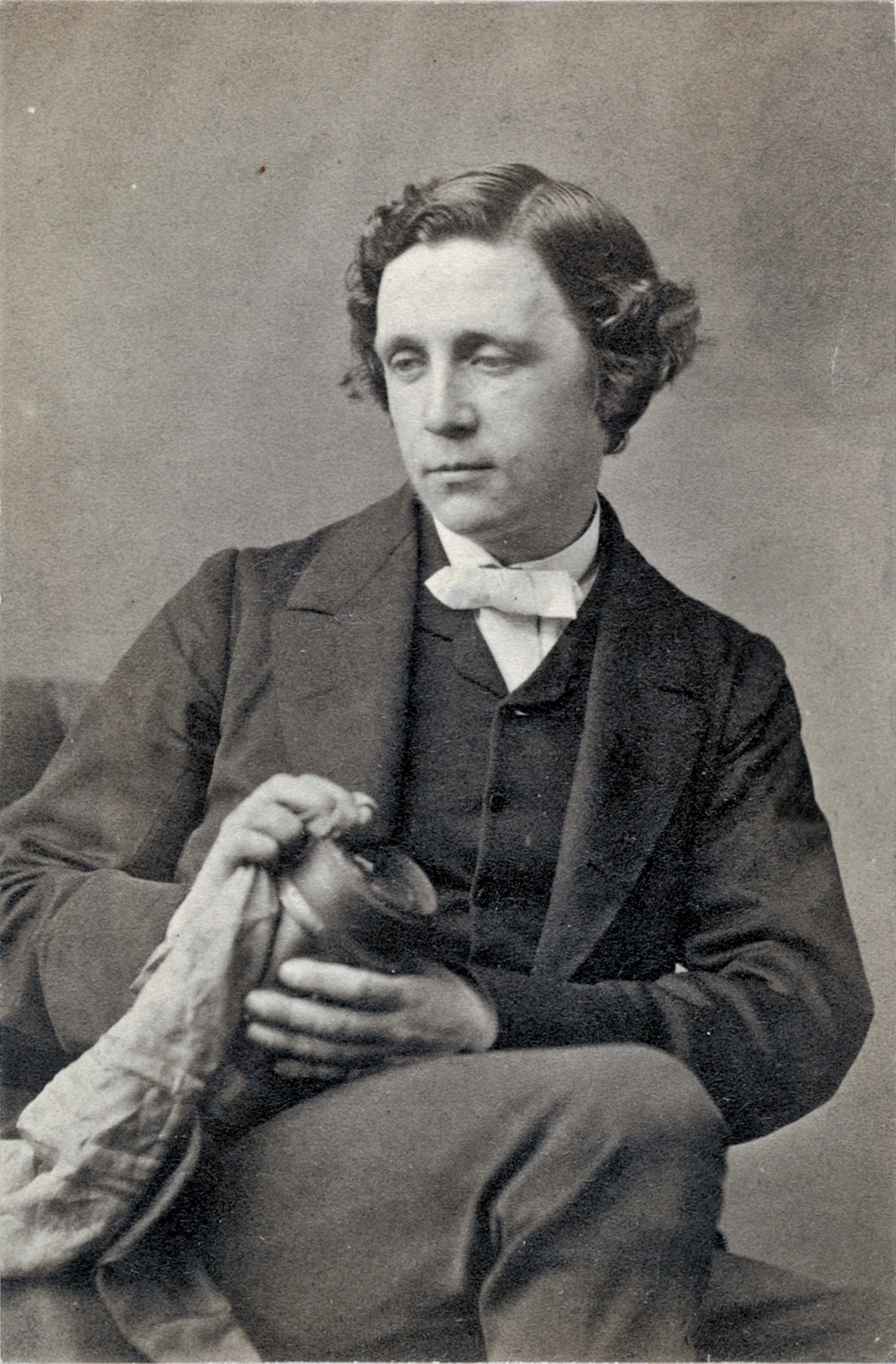
Retrato de Dodgson em 1863.

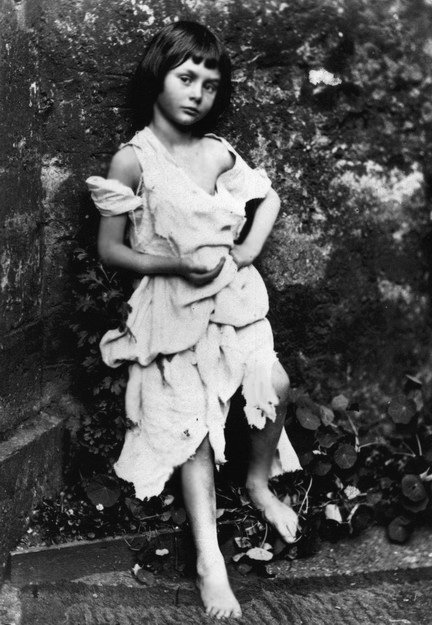
Retrato de Alice Liddell no Verão de 1858.

A 4 de julho de 1862, durante um passeio de barco pelo rio Tâmisa, Charles Lutwidge Dodgson que então tinha 30 anos, na companhia do seu amigo Robinson Duckworth, conta uma história de improviso para entreter as três irmãs Liddell (Loriny Charlotte de 13 anos, Alice Pleasance de 10 anos, e Edith Mary, mais nova de 8 anos). Eram filhas de Henry George Liddell, o vice-chanceler da Universidade de Oxford e decano da Christ Church, bem como diretor da escola de Westminster. O passeio começou em Folly Bridge, perto de Oxford e terminou na aldeia de Godstow. Dando inicio ao conto de fadas das aventuras subterrâneas de Alice, em que a maior parte das aventuras foram baseadas e influenciadas em pessoas, situações e edifícios de Oxford e da Christ Church, onde por exemplo, o Buraco do Coelho (Rabbit Hole) simbolizava as escadas na parte de trás do salão principal na Christ Church. Acredita-se que uma escultura de um grifo e de um coelho presente na Catedral de Ripon, onde o pai de Carroll foi um membro, forneceu também inspiração para o conto.
Essa história imprevista deu origem, a 26 de novembro de 1864, ao manuscrito de Alice Debaixo da Terra (título original Alice's Adventures Under Ground) com a finalidade de oferecer à Alice Liddell a história transcrita para o papel.
Mais tarde, influenciado tanto pelos seus amigos como pelo seu mentor George MacDonald (também escritor de literatura infantil), decidiu publicar o livro e mudou a versão original, aumentando de 18 mil palavras para 35 mil, acrescentando notavelmente as cenas do Gato de Cheshire e do Chapeleiro Louco (ou Chapeleiro Maluco).
Deste modo, a 4 de julho de 1865 (precisamente três anos após a viagem), a história de Lewis Carroll foi publicada na forma como é conhecida hoje, com ilustrações de John Tenniel. Porém, a tiragem inicial de dois mil exemplares foi removida das prateleiras devido a reclamações do ilustrador sobre a qualidade da impressão. A segunda tiragem, ostentando a data de 1866, ainda que tenha sido impressa em dezembro de 1865, esgotou-se nas vendas rapidamente, tornando-se um grande sucesso, tendo sido lida por Oscar Wilde e pela rainha Vitória. Na vida do autor, o livro rendeu cerca de 180 mil cópias. Foi traduzida para mais de 125 línguas e só na língua inglesa teve mais de 100 edições.
Em 1998, a primeira impressão do livro (que fora rejeitada) foi leiloada por 1,5 milhão de dólares americanos.
Algumas impressões desta obra contêm tanto As Aventuras de Alice no País das Maravilhas, como também a sua sequência Alice no Outro Lado do Espelho.

### Calendário
- 4 de Julho de 1862: Passeio de barco no rio Tâmisa;
- 4 de Julho de 1865: Primeira edição da obra que foi destruída;
- 1865: A primeira edição americana de Alice, que foi lançada sem quaisquer direitos de autor, tal como diversos livros contemporâneos;[3]
- 1866: Data na capa da edição da segunda tiragem (na verdade, produzida em Dezembro de 1865);
- 1869: Alice's Abenteuer im Wunderland é publicada em tradução alemã por Antonie Zimmermann;
- 1869: Aventures d'Alice au pays des merveilles é publicado em tradução francesa por Henri Bué;
- 1870: Alice's Äfventyr i Sagolandet é publicado em tradução sueca por Emily Nonnen;
- 1871: Dodgson encontra outra Alice durante a sua estadia em Londres, Alice Raikes, com quem fala sobre o reflexo no espelho, originando o livro Alice no Outro Lado do Espelho, que vende ainda mais que a primeira obra;
- Dezembro de 1886: Carroll publica o Prefácio ao Fac-símile de Alice Debaixo da Terra;
- 1890: Carroll publica A Creche "Alice"(The Nursery "Alice"), uma edição especial para crianças entre os zero a cinco anos de idade;[4]
- 1908: Alice é pela primeira vez traduzida para a língua japonesa;
- 1910: La Aventuroj de Alicio en Mirlando é publicada em tradução Esperanto por Elfric Leofwine Kearney;
- 1916: Publicação da primeira edição da Série Windermere, Alice's Adventures in Wonderland. Ilustrado por Milo Winter;
- 1960: O escritor americano Martin Gardner publica uma edição especial sob o nome de Alice - edição comentada[5] (The Annotated Alice), onde combina o texto de Alice no País das Maravilhas e de Alice no Outro Lado do Espelho e acrescenta notas explicativas das alusões escondidas, e fornece conteúdo original da época vitoriana, tal como os poemas infantis que são objetos de paródia na obra;
- 1964: Alicia na Terra mirabili é publicado em tradução latina por Clive Harcourt Carruthers;
- 1998: Um dos poucos exemplares sobreviventes da primeira edição foi vendida em leilão por 1,5 milhões de dólares, tornando-se o livro infantil mais caro já alguma vez comprado[6] (O recorde anterior foi eclipsado em 2007, quando uma edição limitada do livro de Harry Potter por JK Rowling,  foi vendido em leilão por 3,9 milhões de dólares[7]);
- 2003: Eachtraí Eilíse dTír i na nIontas é publicado em tradução irlandesa por Nicholas Williams.

## Enredo
As ilustrações originais de John Tenniel, não dão a aparência real de Alice Liddell, que tinha cabelo escuro e uma franja curta. Diz uma lenda que Carroll enviou ao ilustrador uma fotografia de Maria Hilton Tennielowi Babcock, outra amiga do autor, mas não está definido se Tenniel realmente utilizou-a como modelo.
O livro começa com um poema, explicando a génese da sua criação, onde descreve uma viagem no rio Tâmisa.

### I. A queda na toca do Coelho Branco
Título Original: Down the Rabbit-Hole.
Enquanto passa preguiçosamente o tempo com sua irmã, Alice vê o Coelho Branco de colete, carregando um relógio de bolso. Surpreendida, segue-o até à toca do coelho e cai nela, revelando-lhe a sua longa profundidade como um poço e as suas paredes repletas de prateleiras cheias de objetos estranhos, quadros e de livros. Após uma aterrissagem segura num átrio, Alice vê uma pequena mesa de vidro maciço e em cima dela havia uma pequena chave dourada. À procura de fechaduras correspondentes, descobre, atrás de uma cortina, a pequena porta e através desta Alice vê maravilhada um lindo jardim. No entanto, a porta é muito pequena para ela conseguir entrar. Mas devido a uma pequena garrafa com uma etiqueta BEBA-ME, Alice diminui de tamanho ao bebê-la. Infelizmente, esquece-se da chave que entretanto tinha posto em cima da mesa e agora não consegue alcançá-la. No final, descobre um bolo com as palavras COMA-ME escrito e ao comê-lo o tamanho de Alice aumenta, e ela fica enorme.

### II. A Lagoa de Lágrimas
Título Original: The Pool of Tears.

Como resultado de comer o bolo, Alice cresce até atingir 2,5 metros de altura. Triste por não conseguir entrar no jardim, chora tanto que cria um lago de lágrimas. O Coelho Branco atravessa o átrio e, ao ver Alice tão grande, deixou cair as luvas brancas e o leque que trazia enquanto fugia rapidamente. Alice apanhou-os do chão e, como estava calor, não parou de refrescar-se com o leque que, sem se aperceber de imediato, reduziu-lhe a altura; mas felizmente ela parou de o abanar antes do seu desaparecimento total. Entretanto, escorregou e mergulhou até ao pescoço no lago de lágrimas que ela própria criou. Aí encontra o Rato que acaba por a ajudar a atravessar o lago. Na costa, encontra uma grande quantidade de aves e outros animais; todos molhados tentam assim arranjar uma solução para secarem o pelo e as penas, preocupados com as doenças que poderiam apanhar se continuassem encharcados.

### III. Uma Corrida de comitê e Uma Historia comprida
Título Original: A Caucus-Race and a Long Tale.
Um Dodô decide que todos devem ser secos através da Corrida Eleitoral, onde não existem regras exceto a que obriga a correr apenas em círculos. Meia hora depois, a corrida acaba e todos ganham, concluindo que todos devem receber prémios. Alice dispõe então, à ordem de Dodô, os seus doces que estavam nos bolsos como recompensa; ela obtém igualmente uma recompensa, mas no seu caso é apenas um dedal. De seguida o Rato conta-lhes a sua história longa e triste acerca da origem do seu ódio por gatos e cães. O capítulo termina quando Alice deixa finalmente os corredores do átrio.

### IV. O Coelho dá um encargo a Bill
Título Original: The Rabbit Sends in a Little Bill.

O Coelho Branco passa por Alice e, confundindo-a com o seu servo, ordena-lhe  apressadamente para trazer umas luvas e um leque. Alice vai imediatamente à sua casa procurar; porém encontra uma garrafa com a inscrição BEBE-ME e bebe-a sem demoras. Consequentemente o seu tamanho aumenta tanto que ocupa totalmente a casa. Impedido de entrar, o Coelho Branco manda o seu servo, um lagarto chamado Bill, entrar pela chaminé da casa, mas Alice dá-lhe um pontapé que o faz voar. O Coelho Branco começa a atirar pedras pela janela que, quando caiam no chão, transformam-se em bolos com uma aparência deliciosa. Alice come alguns e transforma-se novamente em pequena. Sai então de casa e encontra uma multidão de animais à sua espera, que ao vê-la precipitam-se na sua direção. Assustada Alice foge para um denso bosque, onde encontra primeiro um grande cachorro e depois a Lagarta azul sentada num cogumelo a fumar calmamente o seu Narguilé.

### V. Conselhos de uma Lagarta
Título Original: Advice from a Caterpillar.
Durante a conversa com a Lagarta azul, Alice admite a sua crise de identidade causada pelas constantes transformações no tamanho e agravada pela perda da habilidade de recitar poemas. Entretanto a Lagarta revela-lhe que um dos lados do cogumelo faz crescer e a outra diminuir. Já sozinha, Alice tenta primeiro o lado direito e diminui tanto de altura que até acerta com a cabeça nos próprios pés. De seguida experimenta o lado esquerdo e cresce de tal forma que atinge a copa de uma árvore onde pousava um pombo que, assustado com o longo pescoço dela, está determinado de que Alice é uma serpente que tem a intenção de comer os seus ovos. Alice tenta convencê-lo que é apenas uma menina e imediatamente come um segundo pedaço do cogumelo, retornando ao seu tamanho normal.

### VI. Porco e Pimenta
Título Original: Pig and Pepper.
Um Peixe-Lacaio entrega a um Sapo-Lacaio um convite para a Duquesa da casa. Alice observa esta operação curiosa e, após uma conversa com o sapo que a deixa perplexa, atreve-se a entrar na casa. Depara-se com a cozinheira da Duquesa a atirar pratos e frigideiras contra esta e a fazer uma sopa simultaneamente, mas utiliza tanta pimenta nela que todos na divisão - a Duquesa, o bebé e a própria Alice - espirram violentamente, com a excepção da cozinheira e do Gato de Cheshire. Irritada com o bebé que não parava de berrar e chorar, a Duquesa atira-o para os braços de Alice e parte para ir jogar críquete com a Rainha. Indignada com a violência que acaba de presenciar, Alice leva o bebé consigo para o bosque, mas para a sua surpresa o pequeno transforma-se num porco, abandonando-o nesse mesmo instante. Por fim encontra o Gato de Cheshire e pergunta-lhe o que tem que fazer para entrar naquele lindo jardim que havia por detrás da pequena porta inicial e, não obtendo uma resposta concreta, questiona a existência de criaturas que não sejam loucas no lugar onde se encontra. O Gato de Cheshire responde-lhe que todos são loucos, inclusive o próprio e Alice, acabando por lhe indicar a hipótese de visitar o Chapeleiro Louco ou a Lebre de Março e desaparece lentamente, deixando apenas o seu sorriso. Após ter escolhido a última na esperança de se não tratar de uma criatura louca, apesar de ter ouvido o que o gato disse, parte imediatamente.

### VII. Um chá de loucos
Título Original: A Mad Tea Party.
Alice faz-se de convidada duma festa de chá louco, onde estão presentes o Chapeleiro Maluco, a Lebre de Março e o Arganaz que permanece adormecido durante uma grande parte da festa. Todos eles desafiam Alice com enigmas lógicos, porém estes revelam uma incoerência nas suas declarações. O Chapeleiro Maluco revela que está perpetuamente destinado a beber chá porque o Tempo puniu-o em vingança, parando o tempo às 6 da tarde, a hora do chá. Alice sente-se insultada e cansada de ser bombardeada com tantos enigmas. Alice sai imediatamente, afirmando que esta era a festa mais estúpida de chá a que já tinha ido. Entretanto encontra uma porta num tronco de uma árvore e entra, voltando novamente para o átrio inicial. Desta vez, abre primeiro a pequena porta, depois come um pedaço do cogumelo que estava guardado no bolso e por fim entra apressadamente no tão desejado jardim...

### VIII. O Campo de Croqué da Rainha de Copas
Título Original: The Queen's Croquet Ground.
No jardim vê três cartas de um baralho a discutirem entre si enquanto pintam rosas brancas com tinta vermelha, dado que a Rainha de Copas odeia rosas brancas. Mas são interrompidos por uma procissão de cartões, onde estão presentes os reis, as rainhas e até mesmo o Coelho Branco. Alice conhece então o Rei e a Rainha de Copas, revelando-lhe que a Rainha é uma figura difícil de agradar, ao introduzir sua deixa de marca, Cortem-lhe a cabeça!, que expressa à menor insatisfação. Entretanto é convidada (ou ordenada) para jogar uma partida de críquete com a Rainha e o resto dos seus súbitos. Porém rapidamente instala-se o caos durante o jogo. São utilizados flamingos vivos como marretas, ouriços como bolas e cartas vivas como balizas. Na confusão Alice vê, para seu agrado, o Gato de Cheshire. Em seguida a Rainha de Copas ordena que o gato seja decapitado, mas o capataz recusa-se a cumprir a ordem porque só aparece a cabeça do gato no campo e por ser  velho para começar a cortar cabeças sem corpo. Devido ao fato do gato pertencer à Duquesa, a Rainha solicita a liberação Duquesa da prisão para resolver a questão.

### IX. A História da Tartaruga Falsa
Título Original: The Mock Turtle's story.
Quando a Duquesa aparece no campo, vai ao encontro de Alice com uma grande simpatia, e durante uma conversa admite a sua pretensão para encontrar uma moral em tudo ao seu redor, mesmo que não faça relação ou sentido. A Rainha de Copas despede-se dela sobre a ameaça de execução e apresenta Alice ao Grifo, sob o pretexto de a levar apresentar à Tartaruga Fingida. Quando a encontram, ela demonstra-se muito triste, mesmo que não tenha motivos para sentir tristeza. A Tartaruga conta a sua história onde tenta justificar o seu estado depressivo, narrando com nostalgia o tempo em que vivia no mar, em que era uma verdadeira tartaruga, mas o Grifo interrompe-a de modo a poderem começar um jogo.

### X. A Quadrilha da lagosta
Título Original: The Lobster dance.
A Falsa Tartaruga e o Grifo dançam a Contradança das Lagostas, e depois Alice recita, embora incorrectamente, o poema Disse o preguiçoso. A Falsa Tartaruga canta por fim a Sopa da Tartaruga, durante a qual o Grifo arrasta Alice para longe, de modo a irem assistir a um julgamento que estava prestes a dar início.

### XI. Quem Roubou as Tortas?
Título Original: Who Stole the Tarts?.
O Valete de Copas é levado a julgamento, acusado de roubar as tortas da Rainha. No jurado há doze animais, incluindo o lagarto Bill, o juiz é o Rei de Copas, e o cargo de  oficial de diligências é desempenhado pelo Coelho Branco. A primeira testemunha é o Chapeleiro Louco, que não ajuda no processo, mas antes torna o Rei impaciente. A segunda testemunha é a cozinheira da Duquesa, e a outra testemunha é a própria Alice, que desde o início do julgamento começou a crescer novamente.

### XII. O Depoimento de Alice
Título Original: Alice's Evidence.
Alice  derruba acidentalmente os jurados e à ordem do Rei, os animais terão de ser colocados de volta aos seus lugares antes do julgamento continuar. Depois o Rei cita um artigo do seu caderno (Todas as pessoas mais de uma milha de altura devem deixar o órgão), mas Alice contesta a validade da restrição e recusa-se a sair. É provocada assim uma discussão de Alice com o Rei e com a Rainha de Copas, enfatizando as atitudes ridículas cometidas durante todo julgamento. A Rainha ordena tipicamente Cortem-lhe a cabeça!, mas Alice não tem medo, por ser agora muito alta, confrontando-a com o facto de serem apenas um baralho de cartas e de seguida todos revoltam-se e atacam-na. Mas de repente a Irmã de Alice faz-lhe acordar para ir tomar um chá, tirando do seu rosto folhas que caíram e não uma chuva de cartas de jogar. Alice conta tudo o que sonhou e retorna a casa, deixando a irmã, que ficou a sonhar o sonho de infância das Maravilhas de Alice.

## Personagens
Personagens listadas consoante a ordem de aparição nas páginas da obra:
- Alice: é a protagonista da história. É racional e corajosa, e vai fazendo considerações à medida que a aventura prossegue. Muitas vezes representada por uma menina de cabelos loiros amarrado por uma faixa amarela, no entanto, sua cor de cabelo não foi especificado na obra. E se popularizou através das primeiras ilustrações da obra literária. Pela primeira vez, uma protagonista de uma obra infantil era realmente parecida com uma criança.
- Coelho Branco (no original em inglês:  White Rabbit): é quem inicia a aventura, quando Alice o segue até a toca. Ele carrega um relógio e parece estar muito atrasado para alguma coisa. Em contraste com a Alice, o Coelho Branco tem medo de tudo - da sua rainha, da Alice e das próprias situações onde se encontra. Esta oposição foi pretendida pelo autor para enfatizar os atributos positivos da personalidade principal. E durante o julgamento de um valete de copas (o último capítulo), dá-se uma mudança repentina na covardia, revelando uma vontade de manipular.
- Rato: Revela um grande pavor de gatos e um carácter muito seco quando cita a história com a intenção de secar os animais molhados, deixando-os antes aborrecidos e molhados (terceiro capítulo). Provavelmente foi baseado numa governanta da casa das irmãs Liddell.
- Dodô (no original em inglês:  Dodo): É uma caricatura do autor, e este terá usado o nome numa paródia ao modo como ele pronunciava o próprio nome, uma vez que era gago (Do... do... Dodgson). Usa palavras excessivamente complicadas.
- Arara: Personificação da irmã Loriny Liddell.
- Pato (no original em inglês:  Duck): É uma caricatura do reverendo Robinson Duckworth, amigo do autor que esteve presente na viagem pelo rio Tâmisa que deu origem à obra presente.
- Aguieta (no original em inglês:  Eaglet): Reflexão da irmã Edith Liddell e não entende as palavras muito difíceis.
- Lagarto: É o humilde servo do Coelho Branco que é empurrado por Alice pela chaminé acima (quarto capítulo) e mais tarde é um dos jurados durante o julgamento de um valete de copas (décimo primeiro capítulo). Esta personagem (Bill), pode ser uma brincadeira com o nome do estadista britânico Benjamin Disraeli, pois uma das ilustrações de Tenniel em Alice no Outro Lado do Espelho retrata a personagem referida como o Man in White Paper (quem Alice conhece como um passageiro com quem partilha um trem no comboio), como uma caricatura de Disraeli, usando um chapéu de papel.[9]
- Lagarta (no original em inglês:  Caterpillar): Está sentada num cogumelo a fumar calmamente um narguilé. Não presta muita atenção a Alice, respondendo às suas perguntas com monossílabos.
- Duquesa: Muito feia, com um queixo pontiagudo. Concordava com tudo que Alice dizia e procurava incessantemente uma moral para tudo, embora raramente tivesse relação ou sentido (oitavo capítulo).
- Gato de Cheshire ou Gato Risonho: É extremamente independente e consegue desaparecer e aparecer. Carroll obteve o nome na expressão idiomática da língua inglesa sorrir como um gato de Cheshire. Além disso, o gato representado nas figuras de Tenniel é considerado representativo da raça British Shorthair, devido à forma da boca, considerada como um sorriso.[10]
- Chapeleiro Maluco e a Lebre de Março (no original em inglês:  Mad Hatter and the March Hare): São figuras retiradas de expressões correntes no período vitoriano da língua inglesa louco como uma Lebre de Março ou louco como um Chapeleiro, devido à inalação de vapor de mercúrio usado na fabricação de feltro, resultando em transtornos psicóticos;[11] O Chapeleiro Louco é provavelmente uma referência a Teófilo Carter, um conhecido comerciante de móveis em Oxford pelas suas invenções pouco ortodoxas e pelo uso de uma cartola na parte de trás da cabeça à porta da sua loja;[12] São ambos totalmente loucos (como todos os moradores do País das Maravilhas, segundo o Gato Risonho). Estão perpetuamente na hora do chá, porque, segundo eles, o Chapeleiro discutiu no mês de Março com o Tempo e, em vingança, este não muda a hora para os dois habitantes. O Chapeleiro aparentemente teve problemas com a Rainha ao cantar uma música na sua presença, pelo que esta sentenciou a sua decapitação sob o pretexto de "estar a matar o Tempo".
- Arganaz (no original em inglês:  Dormouse): Está constantemente a dormir e ocasionalmente acorda durante alguns segundos. Conta uma história sobre três irmãs, nomeando-as de Elsie, Lacie e Tillie. Estas são as irmãs Liddell: Elsie é LC (Lorina Charlotte), Tillie é Edith (seu apelido de família é Matilda), e LaCie é um anagrama de Alice.
- Rainha de Copas (no original em inglês:  Queen of Hearts): É talvez a caricatura da mãe das irmãs Liddell; É extremamente autoritária e impulsiva, estando constantemente a ordenar aos seus soldados (cartas de baralho) decapitar todos. Porém o Grifo disse que tal é apenas uma fantasia dela, uma vez que depois ninguém morre.
- Valete de Copas: Inicialmente é o criado que transporta a coroa do Rei, mas mais tarde é acusado de roubo de torta (décimo primeiro capítulo).
- Rei de Copas: O rei tem muito menos influência do que ela, pelo que vive na sombra desta; É talvez a caricatura do pai das irmãs Liddell.
- Grifo: Diz as piores deixas, em contraste à sua antiga linhagem. Provavelmente é uma caricatura dos estudantes do colégio onde leccionava o escritor (é o brasão de armas do Trinity College, em Oxford, e aparece no respectivo portão[11]).
- Tartaruga Fingida (no original em inglês:  Mock-Turtle): É uma triste vítima do destino, pois foi em tempos uma tartaruga de verdade que vivia no mar. O nome tem origem na Sopa de Tartaruga Fingida (no original em inglês:  Mock-Turtle Soup) vulgar na Inglaterra, sendo um caldo verde feito com cabeça de vitela de modo a imitar sopa de tartaruga[11]. Daí Tenniel ter ilustrado esta figura com uma cabeça de bezerro, cauda e pernas; Esta personagem fala de um professor de Despenho que era um Congro, que costumava ensinar-lhe uma vez por semana Despenho, Destroço e Tintura a Carvão. Esta é uma referência ao crítico de arte John Ruskin, que ia uma vez por semana a casa de Liddell ensinar Desenho e Pintura a óleo às irmãs.[nota 4] A personagem também canta "Sopa de Tartaruga", uma paródia a Bela Estrela (Beautiful Star), que foi executada como um trio por Lorina, Alice e Edith Liddell para Carroll em casa de Liddell, durante o mesmo verão em que foi contada a história de As Aventuras de Alice Debaixo da Terra.[13]

| “ | Comece pelo começo, siga até chegar ao fim e então, pare. | ” |

### Equívocos sobre personagens
Embora o Jabberwocky seja muitas vezes confundido como personagem desta obra, na verdade só aparece na sua sequência, Alice Através do Espelho e O Que Ela Encontrou Por Lá. É, no entanto, muitas vezes incluído nas versões de cinema, que geralmente são chamados simplesmente de Alice no País das Maravilhas, causando a confusão. A Rainha de Copas é igualmente confundida com a Rainha Vermelha, que aparece na sequência da história, mas não têm nenhuma característica em comum, exceto o caráter de serem ambas rainhas. A Rainha de Copas pertence a um baralho de cartas que está presente no primeiro livro, enquanto a Rainha Vermelha é representada por uma peça de xadrez vermelha, dado que o xadrez é o tema presente do segundo livro.

## Simbolismo
O livro pode ser interpretado de várias maneiras. Uma das interpretações diz que a história representa a puberdade e a chegada da adolescência, com uma entrada súbita e inesperada (a queda na toca do coelho, iniciando a aventura), além das diversas mudanças de tamanho e a confusão que isso causa em Alice, ao ponto de ela dizer que não sabe mais quem é após tantas transformações (o que se identifica com a psicologia adolescente).
Além disso, o livro contém várias referências a história, matemática e francês.

### Matemática
Uma vez que Lewis Carroll era professor de matemática na Christ Church, da Universidade de Oxford é sugerida a existência de muitas referências e de conceitos matemáticos, tanto nesta obra, como na sua continuação. Alguns trechos do livro que comprovam isso:
- No capítulo 1, No Buraco do Coelho, durante o processo de encolhimento da altura, Alice faz considerações filosóficas acerca do tamanho final com que ficará, com receio de talvez acabar por desaparecer completamente, como uma vela. Esta observação reflecte o conceito do limite de uma função;
- No capítulo 2, No Lago das Lágrimas, Alice tenta fazer multiplicações, mas acaba por produzir uns resultados estranhos e errados: "Deixa-me cá ver: quatro vezes cinco são doze, e quatro vezes seis são treze, e quatro vezes sete são... Oh, meu Deus! Por este andar nunca mais chego aos vinte!". É assim exposto a representação de números utilizando bases diferentes e sistemas numerais posicionais (4 x 5 = 12 na base 18 notação; 4 x 6 = 13 na base 21 notação; 7 x 4 poderiam ser 14 na base 24 notação, seguindo a sequência).
- No capítulo 5, Conselhos de Uma Lagarta, o Pombo afirma que as meninas são uma espécie de serpentes, pois ambos os seres comem ovos. Esta observação é um conceito geral de abstração que ocorre frequentemente em diversos âmbitos da ciência; um exemplo da utilização deste raciocínio na matemática é a substituição de variáveis.
- No capítulo 7, O Chá dos Loucos, a Lebre de Março, o Chapeleiro Louco e o Arganaz dão vários exemplos em que o valor semântico de uma frase X não é o mesmo que o valor do inverso de X, o que se demonstra em palavras (por exemplo, Não é nada a mesma coisa!(...)Ora, nesse caso também podias dizer que "Vejo o que como" é a mesma coisa que "Como o que vejo"!); No ramo da lógica e da matemática este conceito é uma relação inversa.
- No mesmo capítulo, Alice pondera o significado da situação quando o grupo faz a rotação dos lugares ao redor da mesa circular, colocando-os de volta ao início. Esta é uma representação da adição de um anel do módulo inteiro de N.
- No capítulo 6 e 8, o Gato de Cheshire desvanece, deixando apenas o seu sorriso largo, suspenso no ar, levando Alice a notar que já viu um gato sem um sorriso, mas nunca um sorriso sem um gato. É feita aqui uma profunda abstração de vários conceitos matemáticos (geometria não-Euclidiana, álgebra abstracta, o início da lógica matemática, etc), delineando, através da relação entre o gato e o próprio sorriso, o próprio conceito de matemática e o número em si. Por exemplo, no lugar de considerar duas ou três maçãs, considera-se antes os conceito de dois e de três por si só, separados do conceito de maçã, como o sorriso que, aparentemente pertence ao gato original, é separado conceitualmente do resto do corpo físico.

### Língua francesa
Tem sido sugerido por várias identidades, entre os quais Martin Gardner e Goodacre Selwyn que Dodgson tinha interesse na língua francesa, criando referências e trocadilhos ao longo da obra, provavelmente influenciado pelas aulas de francês, uma característica muito comum na educação feminina vitoriana. Por exemplo:
- No segundo capítulo, Alice dirige-se ao Rato utilizando a língua francesa, Où est ma chatte? (Onde está a minha gata?), julgando que este não percebia inglês, uma vez que não lhe respondia.[nota 5]
- No capítulo 4, o Lagarto diz ao Coelho Branco que estava a desenterrar maçãs, uma provável referência à expressão pomme de terre, que significa "batata" em francês mas a tradução literal dessa expressão é "maçã da terra".

## Audiolivro

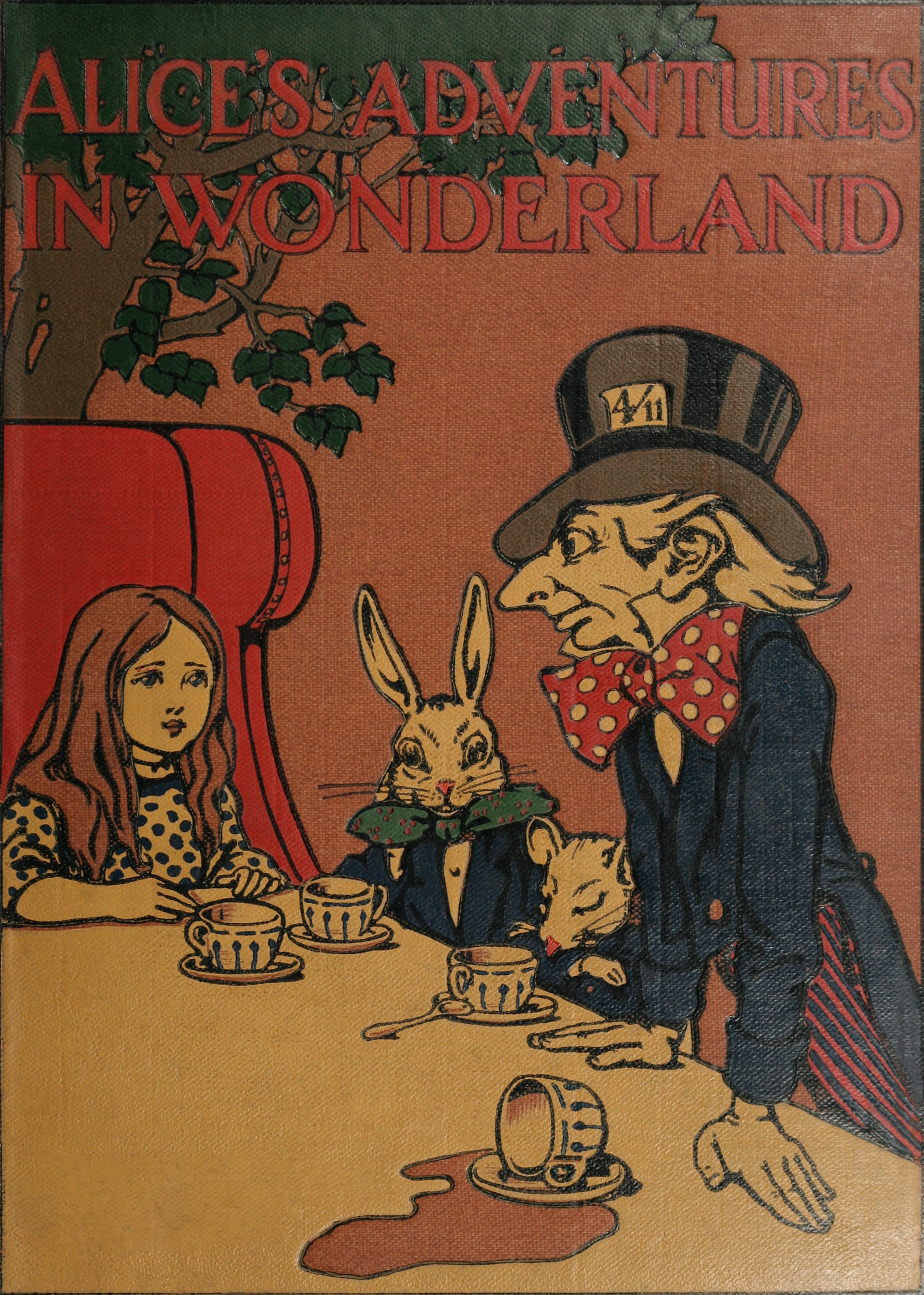

### Línguas clássicas
No segundo capítulo, Alice chama inicialmente o rato como Oh Rato, baseada na vaga memória de quando leu a Gramática Latina do irmão: Um rato (nominativo) - de um rato (genitivo) - para um rato (dativo) - um rato (acusativo) - O rato! (vocativo).